# Rocher de Dabo
Le rocher de Dabo est un rocher du massif des Vosges situé dans le département français de la Moselle, sur le territoire communal de Dabo.
Il fait partie des sites classés depuis 1935.

## Géographie
Ce rocher se situe dans le sud-est du département de la Moselle, dans le pays de Sarrebourg, à environ 2 km avant la frontière départementale avec le Bas-Rhin.
Il culmine à 664 m d'altitude – au sommet du Schlossberg – et mesure 30 m de haut, 80 m de long et 26 m de large.

## Histoire

### Antiquité
Un temple gallo-romain dédié à Mercure se trouvait au sommet du rocher.

### Histoire sous lecomté de Dabo
Le roi Dagobert y fit bâtir un pavillon de chasse. Un château le remplaça vers le Xe siècle. Il était la résidence des comtes de Dabo.

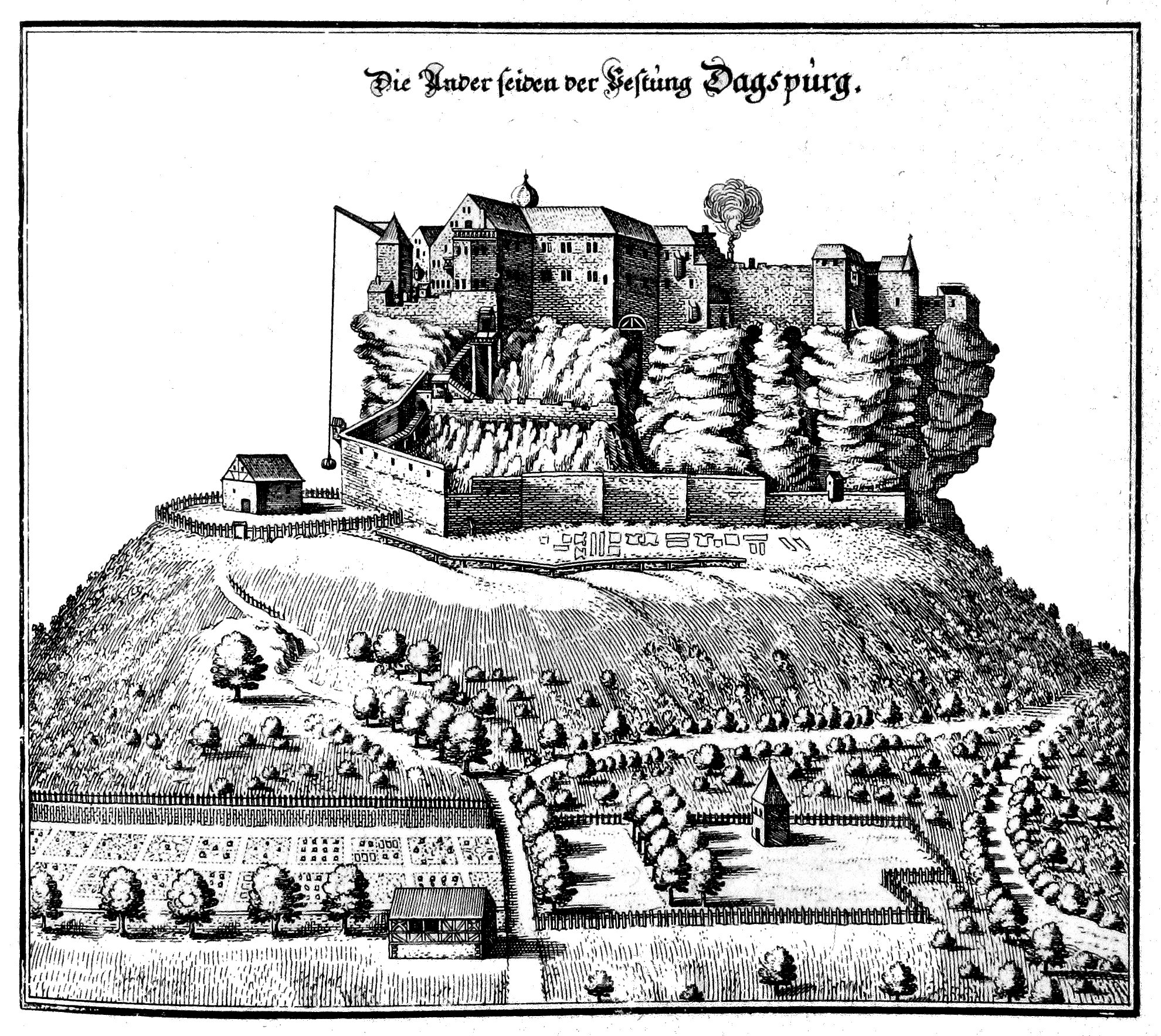
Le rocher de Dabo coiffé du château.

Le château fut détruit par ordre du roi Louis XIV en 1679.

### Le rocher et ses édifices religieux successifs
Une première chapelle dédiée à Léon IX est construite en 1828. La chapelle actuelle avec son clocher-belvédère date de 1889.

## Protections
- Il constitue un site classé depuis le 10 août 1935[3].
- Zone de protection établie autour de la roche de Dabo relative aux constructions (décret du 10 décembre 1953) ;
- Zone naturelle d’intérêt écologique, faunistique et floristique - Type I[1].